# Contea di Nagchu
Nagchu (那曲县S; 那曲縣T; Nǎqū XiànP) è una contea cinese della prefettura di Nagchu nella Regione Autonoma del Tibet. Il capoluogo è la città di Nagchu. Nel 1999 la contea contava 77.639 abitanti.

## Città
Nella contea vi sono tre comuni e 9 villaggi:
- Naqu 那曲镇 (comune)
- Luoma 罗玛镇 (comune)
- Gulu 古路镇 (comune)
- Xiangmao 香茂乡
- Yangji 羊吉乡
- Namaqie 那玛切乡
- Kongma 孔玛乡
- Daqian 达前乡
- Nima 尼玛乡
- Sexiong 色雄乡
- Luomai 罗麦乡
- Youqia 优恰乡